# تنظيم نبض القلب عن طريق الجلد

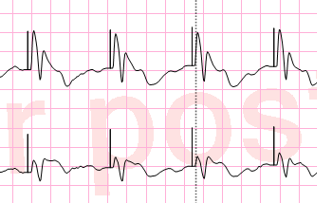

تنظيم نبض القلب عن طريق الجلد (ويسمى أيضًا التنظيم الخارجي) هي وسيلة مؤقتة لتحديد سرعة قلب المريض أثناء الحالات الطارئه الطبية. لا ينبغي الخلط بينه وبين جهاز مزيل الرجفان (المستخدمة في الحالات الأكثر خطورة، في الرجفان البطيني وغيرها من الإيقاعات القلبية القابلة للتصحيح بالصدمة الكهربائيه) باستخدام مزيل الرجفان اليدوي أو التلقائي، على الرغم من أن بعض أجهزة إزالة الرجفان الأحدث يمكن أن تفعل كليهما، وتستخدم المنبهات الكهربائية للقلب عبر الجلد سرعة وإزالة الرجفان. يتم توصيل نبضات من التيار الكهربائي خلال التجويف الصدري للمريض مما يحفز القلب على الانقباض والنبض.
المؤشر الأكثر شيوعًا ل استخدام جهاز تنظيم القلب المزروع تحت الجلد هو معدل ضربات القلب البطيء بشكل غير طبيعي. حسب الاصطلاح، فإن معدل ضربات القلب الذي يقل عن 60 نبضة في الدقيقة لدى المريض البالغ يسمى بطء القلب. ليست كل حالات بطء القلب تتطلب علاجًا طبيًا. معدل ضربات القلب الطبيعي يختلف بشكل كبير بين الأفراد، والعديد من الرياضيين على وجه الخصوص لديهم معدل ضربات القلب بطيئة نسبيا. بالإضافة إلى ذلك، من المعروف أن معدل ضربات القلب يتباطأ بشكل طبيعي مع تقدم العمر. فقط عندما تظهر بطء القلب مع علامات وأعراض صدمة في الجسم التي تتطلب العلاج في حالات الطوارئ مع زرع جهاز منظم لنبض القلب تحت الجلد بسرعة.
تشمل بعض الأسباب الشائعة لبطء القلب مثل احتشاء عضلة القلب، ومتلازمة العقدة الجيبية المريضة، والدرجة الثالثة من خلل كهربائية الأذين والبطين.[بحاجة لمصدر] ويجب التنوية إلى عدم الحاجة لهذا النوع من العلاج في حال توقف القلب لأنه لا فائدة مرجوة منه أي في حالة توقف الانقباض القلبي عندما يصبح تخطيط القلب عبارة عن خط مستقيم والذي يعتبر بالطب أيضاً انغلاق كامل في التوصيل الكامل الكهربائي في القلب والذي يؤدي للوفاة.
أثناء زراعة منظم النبض تحت الجلد، توضع مسندات على صدر المريض، إما في الموضع الأمامي / الجانبي أو في الموضع الأمامي / الخلفي. يفضل الوضع الأمامي / الخلفي لأنه يقلل من المعاوقة الكهربائية عبر مساحة الصدر عن طريق جعل القلب في حالة كما «الشطيرة» أي يوضع بين مسندين.[بحاجة لمصدر] يتم بعد ذلك توصيل المسندات بمراقب القلب وجهاز مزيل الرجفان، ويتم تحديد معدل ضربات القلب، ويزداد التيار (المقاس بالمللي أمبير) حتى يتم الحصول على الالتقاط الكهربائي (يتميز بمركب مركب كيو آر إس عريض مع موجة تي عريضة وطويلة على جهاز تخطيط كهربائية القلب)، مع وجود نبض. قد يؤدي وضع هذه الأداة على تخطيط القلب في حال تشنج العضلات الشديد إلى صعوبة تحديد مدى نجاح هذا الإجراء. لذلك يُنصح باستخدام أداة أخرى (مثل جهاز قرائة نسبة الأكسجين في الدم أو دوبلر بجانب السرير) لتأكيد النجاح الميكانيكي للجهاز المزروع تحت الجلد.
قد يكون جهاز التنظيم المزروع تحت الجلد مزعج لبعض المرضى.[بحاجة لمصدر] ولذلك يجب أخذ التخدير في الاعتبار في هكذا حالات. قبل وضع المريض في غرفة إجراء زراعة الجهاز المنظم ينصح بإعطاء مسكن أو مزيل القلق.[مِن قِبَل مَن؟]
```
قد تؤدي العملية المطولة في زراعة الجهاز تحت الجلد إلى 
حروق
 على الجلد. ووفقًا لدليل زول أم سيريس في العمليات، «يمكن أن يتسبب زراعة هذا الجهاز ل 
حديثي الولادة
 في حدوث حروق في الجلد. إذا كان من الضروري للعملية أن تأخذ وقت أكثر من 30 دقيقة، يُنصح بشدة بإجراء فحص دوري للبشرة الأساسية» الغرض منه هو تحقيق من استقرار 
المريض
 حتى يتم التوصل إلى وسيلة دائمة أكثر وأسرع وأسهل في الزراعة.
```

الأشكال الأخرى من سرعة القلب هي الزرعة عبر الوريد، زراعة فوق قلبية للجهاز، وزراعة دائمة مع جهاز تنظيم ضربات القلب المزروع.
بالإضافة إلى زراعة متزامنة تحت الجلد التي توفرها أحدث أجهزة رصد ضربات القلب / أجهزة إزالة الرجفان، هناك أيضًا خيار ل أجهزة غير متزامنة. في بعض الأحيان، قد يحدث موقف في مرحلة ما قبل دخول المستشفى في العيادات الأولية حيث لا تتوفر أقطاب تخطيط كهربية القلب أو يتداخل شيء ما يعيق التوصل لجلد المريض كما الحروق. في هذه المواقف النادرة التي يجب أن يكون فيها المريض سريعًا ولا توجد بدائل أخرى، يمكن استخدام جهاز الضربة الكهربائية الغير متزامنة «أيسنكرونايزد». مرة أخرى، يجب استخدام هذا الإعداد فقط كملاذ أخير بسبب الآثار السلبية المحتملة على القلب التي قد تسببها.